# Erica wildii
Erica wildii là một loài thực vật có hoa trong họ Thạch nam. Loài này được Brenan mô tả khoa học đầu tiên năm 1964.